# Liste der Baudenkmale in Goslar - Forststraße
In der Liste der Baudenkmale in Goslar - Forststraße sind alle Baudenkmale in der Forststraße der niedersächsischen Gemeinde Goslar aufgelistet. Die Quelle der Baudenkmale ist der Denkmalatlas Niedersachsen. Der Stand der Liste ist der 25. September 2022.

## Allgemein
In den Spalten befinden sich folgende Informationen:
- Lage: die Adresse des Baudenkmales und die geographischen Koordinaten. Kartenansicht, um Koordinaten zu setzen. In der Kartenansicht sind Baudenkmale ohne Koordinaten mit einem roten Marker dargestellt und können in der Karte gesetzt werden. Baudenkmale ohne Bild sind mit einem blauen Marker gekennzeichnet, Baudenkmale mit Bild mit einem grünen Marker.
- Bezeichnung: Bezeichnung des Baudenkmales
- Beschreibung: die Beschreibung des Baudenkmales. Unter § 3 Abs. 2 NDSchG werden Einzeldenkmale und unter § 3 Abs. 3 NDSchG Gruppen baulicher Anlagen und deren Bestandteile ausgewiesen.
- ID: die Objekt-ID des Baudenkmales
- Bild: ein Bild des Baudenkmales, ggf. zusätzlich mit einem Link zu weiteren Fotos des Baudenkmals im Medienarchiv Wikimedia Commons. Wenn man auf das Kamerasymbol klickt, können Fotos zu Baudenkmalen aus dieser Liste hochgeladen werden:

Zurück zur Hauptliste
| Lage                                        | Bezeichnung  | Beschreibung | ID       | Bild |
| ------------------------------------------- | ------------ | --- | -------- | ---- |
| Forststraße 51° 54′ 14″ N, 10° 25′ 20″ O    | Straßenraum  | | 36591599 |      |
| Forststraße 1 51° 54′ 13″ N, 10° 25′ 21″ O  | Wohnhaus     | Zweigeschossiger Fachwerkbau mit Satteldach in Ziegeldeckung, traufständig. Fassade mit Schiefer verkleidet, Nordgiebel mit Ziegeln verkleidet. | 36521007 |      |
| Forststraße 2 51° 54′ 13″ N, 10° 25′ 21″ O  | Wohnhaus     | Zweigeschossiger Fachwerkbau mit Satteldach in Ziegeldeckung, traufständig. Fassade mit Schiefer verkleidet, Südgiebel mit Holz verschalt. | 36521036 | BW   |
| Forststraße 3 51° 54′ 14″ N, 10° 25′ 21″ O  | Wohnhaus     | Zweigeschossiger Fachwerkbau mit Satteldach in Ziegeldeckung, traufständig. Fassade mit Schiefer verkleidet. | 36521072 |      |
| Forststraße 4 51° 54′ 14″ N, 10° 25′ 21″ O  | Wohnhaus     | Zweigeschossiger Fachwerkbau mit Satteldach in Ziegeldeckung, traufständig. Fassade mit Schiefer verkleidet. | 36521097 |      |
| Forststraße 5 51° 54′ 14″ N, 10° 25′ 21″ O  | Wohnhaus     | Zweigeschossiger Fachwerkbau mit Satteldach in Ziegeldeckung und mittigem Zwerchhaus mit Ladeluke, traufständig. Fassade mit Schiefer verkleidet, Sockelbereich mit Holz verschalt. | 36521125 |      |
| Forststraße 5 51° 54′ 14″ N, 10° 25′ 21″ O  | Hinterhaus   | Zweigeschossiger Fachwerkbau mit Satteldach in Ziegeldeckung, frei stehend. Fassade fachwerksichtig. | 36574562 | BW   |
| Forststraße 5 51° 54′ 14″ N, 10° 25′ 22″ O  | Nebengebäude | Eingeschossiger Fachwerkbau mit Pultdach in Ziegeldeckung. Fassade mit Holz verschalt. | 39784591 | BW   |
| Forststraße 6 51° 54′ 14″ N, 10° 25′ 21″ O  | Wohnhaus     | Zweigeschossiger Fachwerkbau mit Satteldach in Ziegeldeckung, traufständig. Fassade fachwerksichtig, mit schmalen Zwischengefachen. | 36521153 |      |
| Forststraße 6 51° 54′ 14″ N, 10° 25′ 21″ O  | Nebengebäude | Eingeschossiger Fachwerkbau mit Satteldach in Ziegeldeckung. Fassade fachwerksichtig. | 36574538 | BW   |
| Forststraße 7 51° 54′ 15″ N, 10° 25′ 20″ O  | Wohnhaus     | Zweigeschossiger Fachwerkbau mit Satteldach in Ziegeldeckung und mittigem Zwerchhaus, traufständig. Fassade mit Schiefer verkleidet, Tordurchfahrt an der rechten Fassadenseite. | 36521181 |      |
| Forststraße 8 51° 54′ 15″ N, 10° 25′ 20″ O  | Wohnhaus     | Zweigeschossiger Fachwerkbau mit Satteldach in Ziegeldeckung, traufständig mit seitlichem Bauwich. Fassade mit Schiefer verkleidet. | 36521209 |      |
| Forststraße 8 51° 54′ 15″ N, 10° 25′ 20″ O  | Hinterhaus   | Zweigeschossiges Hinterhaus mit Pultdach. Fassaden mit Schiefer verkleidet. | 36584611 | BW   |
| Forststraße 9 51° 54′ 15″ N, 10° 25′ 20″ O  | Wohnhaus     | Zweigeschossiger Fachwerkbau mit Satteldach in Ziegeldeckung, traufständig mit seitlichen Bauwichen. Fassade mit Schiefer verkleidet, EG mit Ladeneinbau von 1906. | 36521237 |      |
| Forststraße 9 51° 54′ 16″ N, 10° 25′ 20″ O  | Hinterhaus   | Zweigeschossiges Hinterhaus mit Pultdach, dreiflügelig. | 36584635 | BW   |
| Forststraße 10 51° 54′ 16″ N, 10° 25′ 19″ O | Wohnhaus     | Zweigeschossiger Fachwerkbau mit Satteldach in Ziegeldeckung, traufständig. Fassade mit Schiefer verkleidet. | 36521265 |      |
| Forststraße 11 51° 54′ 16″ N, 10° 25′ 18″ O | Wohnhaus     | | 36521293 |      |
| Forststraße 11 51° 54′ 15″ N, 10° 25′ 18″ O | Nebengebäude | Zweigeschossiges Nebengebäude mit Satteldach mit Ziegeldeckung, frei stehend. EG in Massivbauweise, Fassade fachwerksichtig; OG in Fachwerkbauweise, fachwerksichtig. | 36574490 | BW   |
| Forststraße 12 51° 54′ 15″ N, 10° 25′ 19″ O | Wohnhaus     | Zweigeschossiger Fachwerkbau mit Satteldach in Ziegeldeckung, traufständig mit seitlichem Bauwich. Fassade fachwerksichtig, mit schmalen Zwischengefachen. | 36521321 |      |
| Forststraße 12 51° 54′ 15″ N, 10° 25′ 18″ O | Hinterhaus   | Zweigeschossiger Fachwerkbau mit Pultdach in Ziegeldeckung. Fassade fachwerksichtig. | 36564816 | BW   |
| Forststraße 13 51° 54′ 15″ N, 10° 25′ 19″ O | Wohnhaus     | Zweigeschossiger Fachwerkbau mit Walmdach in Ziegeldeckung, traufständiges Eckhaus an einer ehemaligen Nebengasse. Fassade fachwerksichtig, OG leicht vorkragend auf kleinen Knaggen mit Taustab und Kerbschnitten. | 36521349 |      |
| Forststraße 14 51° 54′ 15″ N, 10° 25′ 19″ O | Wohnhaus     | Zweigeschossiger Fachwerkbau mit Satteldach in Schieferdeckung, traufständig. Fassade fachwerksichtig; EG vermutlich im späten 19. Jh. verändert. | 36521379 |      |
| Forststraße 15 51° 54′ 15″ N, 10° 25′ 19″ O | Wohnhaus     | Zweigeschossiger Fachwerkbau mit Satteldach in Schieferdeckung, traufständig. Fassade fachwerksichtig, OG leicht vorkragend auf kleinen Knaggen mit Taustab und Kerbschnitten, zwischen den Balkenköpfen Schiffskehlen, Schwelle mit Jahreszahl-Inschrift „1652“; Brüstungsgefache mit regelmäßigen Fußstreben.          | 36521410 |      |
| Forststraße 15 51° 54′ 15″ N, 10° 25′ 19″ O | Hinterhaus   | Zweigeschossiges Gebäude. Fassade mit Schiefer verkleidet. | 36582200 | BW   |
| Forststraße 16 51° 54′ 15″ N, 10° 25′ 19″ O | Wohnhaus     | Eingeschossiger Fachwerkbau mit Satteldach in Schieferdeckung, traufständig. Errichtet in Ständerbauweise, Fassade fachwerksichtig, unter den Dachbalken lange, waagerecht profilierte Knaggen. | 36521441 |      |
| Forststraße 16 51° 54′ 14″ N, 10° 25′ 19″ O | Hinterhaus   | Zweigeschossiger Fachwerkbau mit Pultdach in Ziegeldeckung. Fassade mit Schiefer verkleidet. | 36564841 | BW   |
| Forststraße 16 51° 54′ 14″ N, 10° 25′ 19″ O | Schuppen     | Eingeschossiger Fachwerkbau mit Satteldach in Ziegeldeckung. Fassade mit Holz verschalt. | 36577863 | BW   |
| Forststraße 17 51° 54′ 14″ N, 10° 25′ 20″ O | Wohnhaus     | Zweigeschossiger Fachwerkbau mit Satteldach in Schieferdeckung, traufständig. Fassade fachwerksichtig. | 36521472 |      |
| Forststraße 17 51° 54′ 14″ N, 10° 25′ 19″ O | Hinterhaus   | Eingeschossiger Fachwerkbau mit Pultdach in Ziegeldeckung. Fassade fachwerksichtig. | 36565121 | BW   |
| Forststraße 18 51° 54′ 14″ N, 10° 25′ 20″ O | Wohnhaus     | Zweigeschossiges Gebäude mit Satteldach in Ziegeldeckung und mittigem Zwerchhaus, traufständig. EG in Massivbauweise, verputzt, mit Sockel in Natursteinmauerwerk; rechtsseitig Tordurchfahrt. OG in Fachwerkbauweise, fachwerksichtig, regelmäßige Gefacheinteilung; OG und DG im Zwerchhaus jeweils leicht vorkragend. | 36521503 |      |
| Forststraße 18 51° 54′ 14″ N, 10° 25′ 19″ O | Nebengebäude | Zweigeschossiges Gebäude mit Satteldach. EG in Massivbauweise, mauerwerkssichtig, OG in Fachwerkbauweise, fachwerksichtig; Giebelseite mit Ziegeln verkleidet. | 39797536 | BW   |
| Forststraße 19 51° 54′ 13″ N, 10° 25′ 20″ O | Wohnhaus     | Zweigeschossiger Fachwerkbau mit Satteldach in Schieferdeckung, traufständig. Fassade mit Schiefer verkleidet. | 36521534 |      |
| Forststraße 20 51° 54′ 13″ N, 10° 25′ 21″ O | Wohnhaus     | Eingeschossiger Fachwerkbau mit Satteldach in Schieferdeckung, traufständig. Fassade fachwerksichtig, im Fassadenteil links des Hauseingangs mit schmalen Zwischengefachen. | 36521563 |      |
| Forststraße 21 51° 54′ 13″ N, 10° 25′ 21″ O | Wohnhaus     | Zweigeschossiger Fachwerkbau mit Satteldach in Schieferdeckung, traufständig. Fassade fachwerksichtig, EG vermutlich im späten 19. Jh. verändert, mit schmalen Zwischengefachen; OG mit regelmäßiger Gefacheinteilung, in den Brüstungsgefachen mit gebuckelten Fußstreben.                                              | 36521591 |      |
| Forststraße 22 51° 54′ 12″ N, 10° 25′ 21″ O | Wohnhaus     | Zweigeschossiger Fachwerkbau mit Satteldach in Schieferdeckung, traufständig. Fassade fachwerksichtig, unregelmäßige Gefacheinteilung. | 36521619 |      |
| Forststraße 23 51° 54′ 12″ N, 10° 25′ 21″ O | Wohnhaus     | Zweigeschossiger Fachwerkbau mit Satteldach in Schieferdeckung, traufständiges Eckhaus. Fassade fachwerksichtig, Konstruktion in Ständerbauweise mit niedrigen Geschossebenen; Sockel in Bruchsteinmauerwerk. | 36521647 |      |